# New York City Marathon 2002
De New York City Marathon 2002 vond plaats in zondag 3 november 2002 in New York. Het was de 33e editie van de New York City Marathon.
De wedstrijd bij de mannen werd gewonnen door de Keniaan Rodgers Rop. Hij finishte met een tijd van 2:08.07 precies tien seconden voor zijn landgenoot Christopher Cheboiboch. De eveneens Keniaanse Joyce Chepchumba won de wedstrijd bij de vrouwen in 2:25.56.
In totaal finishten 31834 marathonlopers de wedstrijd, waarvan 21625 mannen en 10209 vrouwen.

## Uitslagen

### Mannen
| rang   | naam                   | land | tijd    |
| ------ | ---------------------- | ---- | ------- |
| Goud   | Rodgers Rop            | KEN  | 2:08.07 |
| Zilver | Christopher Cheboiboch | KEN  | 2:08.17 |
| Brons  | Laban Kipkemboi        | KEN  | 2:08.39 |
| 4      | Mohamed Ouaadi         | FRA  | 2:08.53 |
| 5      | Stefano Baldini        | ITA  | 2:09.12 |
| 6      | Mark Carroll           | IRL  | 2:10.54 |
| 7      | Gert Thys              | RSA  | 2:11.48 |
| 8      | Matt O'Dowd            | ENG  | 2:28.41 |
| 9      | Meb Keflezighi         | CAN  | 2:29.00 |
| 10     | Stephen Ndungu         | KEN  | 2:13.28 |
| 11     | Jeff Schiebler         | CAN  | 2:14.13 |
| 12     | Wilson Musto           | KEN  | 2:15.45 |
| 13     | Matteo Palumbo         | ITA  | 2:16.06 |
| 14     | Hendrick Ramaala       | RSA  | 2:17.10 |
| 15     | Mitsunori Hirayama     | JPN  | 2:17.14 |
| 16     | Gabriel Muchiri        | KEN  | 2:17.30 |
| 17     | David Rutto            | KEN  | 2:18.43 |
| 18     | Fedor Ryzhov           | RUS  | 2:18.46 |
| 19     | Japhet Kosgei          | KEN  | 2:18.55 |
| 20     | Henry Tarus            | KEN  | 2:19.40 |

### Vrouwen
| rang   | naam              | land | tijd          |
| ------ | ----------------- | ---- | ------------- |
| Goud   | Joyce Chepchumba  | KEN  | 2:25.56       |
| Zilver | Lyubov Denisova   | RUS  | 2:26.17       |
| Brons  | Olivera Jevtić    | YUG  | 2:26.44 (DSQ) |
| Brons  | Esther Kiplagat   | KEN  | 2:27.00       |
| 4      | Marla Runyan      | USA  | 2:27.10       |
| 5      | Margaret Okayo    | KEN  | 2:27.46       |
| 6      | Kerryn McCann     | AUS  | 2:27.51       |
| 7      | Lornah Kiplagat   | USA  | 2:28.41       |
| 8      | Ljoedmila Petrova | RUS  | 2:29.00       |
| 9      | Milena Glusac     | USA  | 2:31.14       |
| 10     | Zinaida Semyonova | RUS  | 2:31.39       |
| 11     | Sonia O'Sullivan  | IRL  | 2:32.06       |
| 12     | Sylvia Mosqueda   | USA  | 2:33.47       |
| 13     | Kim Fitchen-Young | USA  | 2:38.05       |
| 14     | Carol Howe        | CAN  | 2:38.37       |
| 15     | Tina Marie Ramos  | ESP  | 2:39.40       |
| 16     | Shelly Steely     | USA  | 2:44.51       |
| 17     | Janina Malska     | POL  | 2:45.42       |
| 18     | Makiko Hotta      | JPN  | 2:46.50       |
| 19     | Maura Danahy      | USA  | 2:47.37       |

1970 ·
1971 ·
1972 ·
1973 ·
1974 ·
1975 ·
1976 ·
1977 ·
1978 ·
1979 ·
1980 ·
1981 ·
1982 ·
1983 ·
1984 ·
1985 ·
1986 ·
1987 ·
1988 ·
1989 ·
1990 ·
1991 ·
1992 ·
1993 ·
1994 ·
1995 ·
1996 ·
1997 ·
1998 ·
1999 ·
2000 ·
2001 ·
2002 ·
2003 ·
2004 ·
2005 ·
2006 ·
2007 ·
2008 ·
2009 ·
2010 ·
2011 ·
2012 · 
2013 ·
2014 ·
2015 ·
2016 ·
2017 ·
2018 ·
2019 ·
2020 · 
2021 ·
2022 ·
2023 ·
2024